# Аларих I
А́ларих (гот. 𐌰𐌻𐌰𐍂𐌴𐌹𐌺𐍃/Alareiks — «Могущественный король», лат. Alaricus I; умер в 410) — вождь и первый король вестготов в 382—410 годах. На заре «Темных веков» разорил большую часть Греции и Италии. Обычно характеризуемый как вождь варваров-грабителей, Аларих был фактически одним из первых христианских (арианских) монархов.

## Биография

### Рождение и воспитание
Аларих, если верить Клавдиану, родился примерно в 370 году или немногим позже на острове Певке, лежащем в устье Дуная. Он принадлежал к роду Балтов. Со слов Клавдиана, юного Алариха владеть оружием и стрелять из лука «вместо отца» учил воспитатель, что позволяет сделать вывод о том, что Аларих рано потерял отца.
Если искать выдающегося и обладающего высоким статусом вестготского вождя, имя которого перекликалось бы с именем Алариха и который умер в конце 70-х годов IV века, то напрашивается имя Алавива, который вместе с Фритигерном, но, будучи названным «первым», привёл вестготов в Римскую империю, и, по всей вероятности, умер до 377 года. Хотя это только предположение, так как более точные сведения до нас не дошли.

### Начало правления

#### Первое упоминание
Хотя договор 382 года положил конец войне вестготов с Империей, обстановка на Балканском полуострове оставалась нестабильной. Вестготы не хотели превращаться в мирных пахарей и беспокоили окрестности грабительскими набегами. В то же время, по-видимому, определённый вес среди вестготов приобрела антиримская партия. Между 391 и 394 годами время от времени происходили сражения, и хотя вестготы постоянно терпели неудачи, общая ситуация становилось всё более и более неопределённой.
В конце лета или осенью 391 года соединения, в которые, кроме готов, входили и другие варвары, перешли через Балканы и двинулись на юг: вероятно, они хотели установить отношения с варварами — сторонниками узурпатора Максима, после казни последнего укрывшимися в труднодоступном районе в устье Аксия (совр. Вардар) западнее Фессалоники. Главой этого предприятия был гот из Мёзии Аларих, имя которого встречается здесь впервые. Неизвестно, был ли он тогда вождём всего племени. Вероятно, Аларих первоначально был провозглашён герцогом, то есть полководцем. Император Феодосий Великий лично отправился во главе войска против врага, но пренебрёг мерами безопасности на марше. Римские войска были застигнуты врасплох на Гебре (Марице) и разбиты, так что искусному командующему Промоту лишь с огромным трудом удалось спасти императора. Затем Промот продолжил операции против Алариха, которые стоили ему жизни (полководец погиб не позже конца 391 года). Преемником Промота стал Стилихон, который в 392 году победил и окружил Алариха, однако по приказу императора после заключения союза вынужден был его отпустить.

#### На службе у императора Феодосия
В 394 году, когда император вёл войну против узурпатора Евгения и полководца Арбогаста, вестготы, выполняя обязанности римских федератов, поставляли в римскую армию свои вспомогательные войска. Их контингенты, очевидно, составляли большую часть боеспособных войск, так как они выставили 20000 воинов. Готские отряды привёл Аларих, однако не получил ни самостоятельного командования, ни поста в римской армии. Напротив, он был подчинён Гайне, который, хотя и был соплеменником Алариха, но не «имел происхождения». Аларих будучи ещё молодым человеком (ему было примерно двадцать лет), тем не менее, видимо, ожидал большего признания своих заслуг и почувствовал себя обойдённым.
5 и 6 сентября 394 года Феодосий I Великий разбил узурпатора Евгения при Фригиде (совр. Виппах-Випава), левом притоке Изонцо. Первый день битвы закончился сокрушительным поражением авангарда императорского войска, состоявшего из готов. Как сообщается, половина из бывших в авангарде погибла. Вестготы сочли, что это было подстроено Феодосием для ослабления их племени. Недовольные готы, под руководством Алариха, были отосланы в обратный путь. Условия этого похода обострили и без того напряжённую ситуацию. Израсходовав запасы, готы начали в открытую грабить те местности, по которым проходили.

#### Разрыв союза
17 января 395 года умер Феодосий I Великий и союз, заключённый в 392 году, прекратил своё существование, так как один из партнёров по договору ушёл из жизни. К новому союзу никто не стремился, и готы подняли открытое восстание. Аларих был провозглашен следовавшими за ним племенами их «королём». Его приходу к власти, несомненно, способствовало происхождение из рода Балтов, знатнейшего готского рода после Амалов, и всё же только военные успехи дали ему в глазах соплеменников право именоваться «Могущественным Королём».
Укрепление авторитета Алариха проявилось, прежде всего, в том, что он выступал представителем своего племени в переговорах с римлянами и заключал договоры. И всё же по существу его власть была немногим больше власти герцога. Перед принятием важных решений Аларих советовался с «одетым в шкуры сенатом готов».

### Поход в Грецию

#### Неудачный поход на Константинополь и отступление в Фессалию
В конце весны 395 года под предводительством Алариха бывшие федераты оставили дунайские провинции и подступили к Константинополю, но не смогли взять этой мощной крепости. Временщик восточно-римского императора Аркадия Руфин, отправившись в их лагерь, уговорил Алариха отвести своё войско от города на запад (начало лета 395 года).
Аларих выступил из равнин Мёзии и Фракии, но двинулся не на запад, а на юг, в греческие области. Несмотря на тяжёлые потери, готам не удалось прорваться через долину Темпы. Но Аларих сумел обойти оборону отрядов фессалийского ополчения и вдоль южных предгорий Олимпа проникнуть в долину Ларисы. Прибыв сюда, готы немедленно укрепились в своём вагенбурге, чтобы дождаться армии Стилихона, о движении которой им было известно. Организация действенного отпора Алариху на начальных этапах затруднялась спором между римским и константинопольским дворами о правах на владение Восточной Иллирией. Хотя эта территория бесспорно находилась во владении Восточной империи, но Стилихон, бывший тогда фактическим руководителем политики Западной Римской империи, ссылаясь, якобы, на исполнение предсмертного распоряжения покойного императора Феодосия, требовал её передачи Гонорию и Западной империи.

#### Стилихон выступает против Алариха
Летом 395 года обе армии несколько месяцев стояли друг против друга. При этом Стилихон не искал сражения, а Аларих не мог получить свободу передвижения. Наконец приказ Аркадия заставил Стилихона оставить свою фессалийскую позицию. Видимо, временщик Аркадия Руфин опасался чрезмерного усиления Стилихона в случае его победы над готами. Однако 27 ноября 395 года Руфин был убит, возможно, не без участия Стилихона.

#### Погром, учинённый готами в Греции
Вестготы Алариха, опустошая всё на своём пути, прошли Фермопилы и наводнили Беотию и Аттику. Фивы устояли, но Пирей был захвачен. Афины были пощажены лишь благодаря огромному денежному выкупу. Тем не менее, Аларих с ближайшим окружением был допущен в город, где их с почётом приняли. Затем вестготы двинулись к Пелопоннесу. По дороге туда они разграбили знаменитое святилище Деметры в Элевсине.
По непонятной причине, не встретив сопротивления на Истмийском перешейке, готы проникли на полуостров. Здесь перед ними лежали по большей части неукреплённые города. Коринф, Аргос, Спарта были разграблены и сожжены; все следы цивилизации были уничтожены дикими воинами. Только маленький город Тегея в Аркадии смог успешно защититься и отбить несколько штурмов благодаря инициативе местных нотаблей. Готы пришли также в Микены и Олимпию. В течение года Аларих со своей армией оставался на Пелопоннесе, так что казалось, будто он задумал поселиться здесь надолго.

#### Стилихон окружает готов, но затем выпускает их
Весной 397 года Стилихон снова двинулся на восток. Он высадился на южном, пелопонесском побережье Коринфского залива. На плоскогорье Фолоя в Элиде, северо-восточнее Олимпии ему удалось после нескольких сражений блокировать готов. Аларих попал в тяжелейшее положение, готы стали страдать от недостатка воды, пищи и от эпидемий. И всё же Стилихон дал вестготам уйти, за что — скорее всего, несправедливо — был обвинён в измене. Нам неизвестно, что послужило причиной таких действий римского военачальника — его собственные трудности со снабжением армии или политические соображения. Позднейшее поведение Стилихона наталкивает на мысль, что он включил Алариха в свои политические расчёты и стремился, в дальнейшей перспективе, к заключению с ним дружественного союза.
После отхода Стилихона Аларих вторгся в Эпир, входивший во владения Восточной Римской империи. Император Аркадий, завидуя успехам Стилихона, заключил мир с Аларихом и наградил его высокой должностью. По сведениям источников, он был назначен магистром армии Иллирика (397 год). Аларих использовал своё положение для того, чтобы обеспечить вестготов оружием римского производства.

### Вторжение в Италию

#### Константинополь подговаривает Алариха вторгнуться в Италию
Осенью 401 года Аларих со своим племенем двинулся на запад и больше не тревожил Восточную империю. Аларих ушёл из Эпира, скорее всего потому, что истощенная земля больше не могла прокормить его народ. В Италии, на которую после этого двинулись вестготы, они рассчитывали на богатую добычу, так как эта страна до сих пор не подвергалась нападениям варваров. По-видимому, к нападению на Италию Алариха подбивал и константинопольский двор. Этнический состав племени Алариха с трудом поддаётся определению, так как во время миграций он подвергся значительным изменениям. Уже во Фракии к вестготам присоединились рудокопы. К ним добавились остготские, аланские и гуннские отряды. Весь этот народ с женами и детьми перешёл через Альпы и вторгся в Северную Италию.

#### Первые столкновения на италийской земле
Уже 18 ноября 401 года Аларих был в Италии, не встретив существенного сопротивления. Робкие попытки сопротивления римлян на реках Изонцо и Тимаво закончились неудачей. Таким образом, довольно быстро готы продвинулись до Аквилеи, которая, однако, смогла выдержать осаду. Зимой 402 года готы покорили множество неназванных городов и равнинную часть Венеции. В Риме спешно восстанавливали городские стены времён Аврелиана. Теперь готы стали угрожать Медиолану (Милану), в котором находился император. Робкий и изнеженный западно-римский император Гонорий в страхе готов был бежать в Галлию, но Стилихон уговорил его остаться. Римская армия, усиленная аланской конницей из Паннонии и вновь принятыми федератами-вандалами, вовремя прибыла на помощь Медиолану.
В начале марта 402 года Стилихон, произведя дерзкую операцию, перешёл через Адду, после чего Аларих был вынужден снять осаду столицы. Шок, вызванный пребыванием готов под стенами Медиолана, привёл к переносу столицы в неприступную Равенну, которую было легче снабжать всем необходимым.

#### Битва при Полленции
Войско готов ушло по левому берегу реки По, вверх по течению, на запад. Казалось, что готы собираются двинуться в Галлию. Но неожиданно Аларих перешёл реку в верхнем течении и стал наступать на юг, угрожая лигурийским Апеннинам, богатой Тусции (Тоскана) и, возможно, как утверждали современники, самому Риму. При попытке занять город Гаста (совр. Асти на Танаро) вестготы понесли тяжелые потери, после чего дальнейшие движение Алариха стало похожие на отступление.
На Пасху, 6 апреля 402 года произошла кровавая битва при Полленции (ныне Полленцо на левом берегу Танаро, недалеко от Турина). Стилихон передал верховное командование предводителю аланов язычнику Савлу, и тот внезапно напал на готов. Вестготы не ожидали нападения римлян, так как полагали, что христиане не сражаются на Пасху. Готы понесли огромные потери, но Алариху удалось сохранить свою кавалерию. В ходе контратаки аланы были отброшены, а Савл убит. Впрочем, это сражение не принесло окончательной победы ни одной из сторон, но так как римлянами был захвачен готский лагерь и вся добыча (причём в плен попала и семья Алариха), они приписали победу себе. Во время триумфа Стилихона и Гонория жена Алариха шла за колесницей, на которой везли статую её мужа, закованную в цепи. Стилихону удалось заключить с вестготами договор, по которому Аларих должен был покинуть Италию. Были ли пленённые вестготы выданы своим соплеменникам или остались на римской военной службе в качестве наёмников, неизвестно.

#### Битва на реке Атезии
Тем не менее, по неясным причинам, вестготский король при отходе остановился у Вероны. Стилихон вновь преградил путь Алариху и в июле или августе 402 года разгромил его на реке Атезии, при Вероне. При отступлении вестготское войско попало в окружение и стало страдать от голода, болезней и дезертирства. Всадники и пехота покидали Алариха целыми отрядами. Вероятно, тогда многие готы перешли непосредственно на службу империи. К их племени, скорее всего, принадлежали и Сар, в последующие годы сыгравший значительную роль в качестве римского полководца, и Ульфила, ставший потом командующим. И всё же Стилихон, как и в 396 году, упустил возможность уничтожить вестготское племя, и заключил с Аларихом федеративный договор, вследствие чего вестготы были расселены в области Савы.

#### Заключение мира и вторжение на римскую землю других варваров
Стилихон заключил с Аларихом договор, по которому король вестготов должен был помочь отвоевать у Константинополя Восточный Иллирик. Однако планы Стилихона остались нереализованными. Сначала в 405 году их осуществлению помешало вторжение Радагайса; помешало оно, очевидно, и политике Алариха, так как он вёл себя спокойно. Только в 407 году Стилихон вновь смог вернуться к идее о нападении на Восточную империю. Назначенный иллирийским командующим Аларих вступил в Эпир, его должен был поддержать римский флот. Но в этот момент полностью развалилась оборона империи на Рейне. Неудержимым потоком аланские, вандальские и свевские отряды разлились по Галлии.
Воспользовавшись бессилием правительства Западной империи, узурпатор Константин захватил власть над Британией, Галлией и частью Испании, после чего последовал ряд схожих переворотов. Вдобавок ко всему в Равенне распространился слух о смерти Алариха. В этой тяжёлой обстановке Стилихон вынужден был пойти на уступки и начал переговоры с константинопольским двором. Хотя процесс примирения между двумя частями империи шёл медленно, в сложившейся ситуации Аларих и его готы стали не нужны.

#### Новый договор
Весной 408 года готы вновь двинулись на запад; сначала они направились на Эмону (совр. Любляна), который уже относился к Италии. Хотя дальше они не продвинулись, но всё же заняли входившие в Норик территории. Одновременно Аларих потребовал от Гонория компенсацию в размере 4000 фунтов (около двух тонн) золота, в случае отказа, угрожая вторгнуться в Италию. На эту огромную сумму в 288 000 солидов могли бы очень неплохо жить в течение года более 90 тысяч человек, что соответствует предполагаемой численности племени. Стилихон уговорил сопротивлявшийся сенат уступить требованиям Алариха и вновь принять готов на римскую службу. Теперь в качестве галльского главнокомандующего Аларих должен был вести римские отряды и своих готов против узурпатора Константина.

#### Убийство Стилихона
В связи с этим договором придворные Гонория заподозрили, что Стилихон хочет доставить императорский престол своему сыну. Они доложили о своих подозрениях Гонорию, и тот велел 14 августа сместить, а затем 22 августа 408 года и убить своего способнейшего министра и полководца Стилихона, со всеми его друзьями и приверженцами и отказался от уплаты дани Алариху. Начались убийства семей германских солдат, живших в итальянских городах, после чего те, естественно, стали уходить с императорской службы и присоединяться к вестготам. По некоторым данным, тогда к ним перешло 30 000 человек, в том числе 12 000 отборных воинов, которых Стилихон унаследовал от Радагайса.

### Борьба за Рим

#### Первая осада Рима
После казни Стилихона Аларих вновь двинулся в Италию. Гонорий со своими придворными укрылся в хорошо укреплённой Равенне. Вестготские требования о денежных выплатах и расселении в Паннонии были отклонены. Не встретив на своём пути сопротивления, Аларих проник в Италию и осадил Рим. Согласно источникам, весь марш по Италии занял у Алариха только один месяц — октябрь 408 года. Римлянам, съестные припасы которых вскоре истощились, пришлось вступить в переговоры с осаждавшими. Аларих соглашался снять осаду лишь в том случае, если ему выплатят 5000 фунтов золота, 30 000 фунтов серебра, 4000 шёлковых платьев, 3000 покрывал, окрашенных пурпуром, и 3000 фунтов перца. Сверх того, римляне должны были отпустить к Алариху всех рабов, находившихся на тот момент в городе. Все его требования были исполнены. К Алариху перешло приблизительно 40 000 рабов, которых он принял в своё войско.

#### Переговоры с императором
В конце 408 года готы отступили на равнины Тусции (Тосканы), и Аларих вступил в переговоры с равеннским двором. Гонорий отклонил существенно возросшие требования Алариха. Тот требовал выплачивать ежегодную дань, обеспечивать готов зерном, предоставить земли для поселения в Венеции, Далмации и Норике (что открыло бы вестготам дорогу на Рим, а сам император оказался бы в полной зависимости от воли Алариха), а также высший полководческий пост, который дал бы ему право единолично командовать и без того разваливающейся Западной Римской армией. После отказа Аларих сократил свои требования до передачи одного Норика и поставки зерна и отказывался от военного поста и денег, но после некоторых колебаний Гонорий счёл необходимым решить вестготскую проблему военным путём.

#### Вторая осада Рима
Тогда Аларих в 409 году вторично явился перед Римом. Занятием гавани Остии с хлебными запасами, он быстро довёл город до самого крайнего положения и вынудил сенат провозгласить императором префекта города Приска Аттала. Если бы Алариху удалось добиться всеобщего признания Аттала, вестготы могли рассчитывать на выполнение всех своих требований. Но и этот ловкий ход не принёс желаемого результата. Аттала признавали императором только там, где в данный момент стояли готские войска.
Хотя язычник Аттал и позволил крестить себя готскому епископу и принял христианство в арианском варианте, он не согласился переправиться с готами в Африку, чтобы захватить богатые хлебом провинции. Несомненно, антигермански настроенный Аттал вовсе не хотел отдавать вестготам провинции, игравшие ключевую роль в снабжении Рима. Так как Аттал также не мог обеспечить вестготов срочно требовавшимися запасами хлеба, Аларих вступил в новые переговоры с Гонорием.

### Падение Рима

#### Третья осада Рима и захват города
Вестготский вождь сместил Аттала и лично встретился с Гонорием в окрестностях Равенны, но когда на его лагерь напало враждебное германское войско во главе с Саром, Аларих прервал переговоры, подозревая, что это нападение произошло с ведома императора.
Когда же равенский двор, ободрённый прибытием вспомогательного войска, снова отверг предложения Алариха, последний в третий раз подступил к стенам Рима. Сенат решился на отчаянное сопротивление, но голод в городе (среди населения возникло людоедство) и безнадежность положения подняли социальные движения среди населения, метавшегося между бессильным сенатом, далеким и маловлиятельным императором и нёсшим, казалось, какое-то освобождение варварским вождём. Рабы массами переходили на сторону Алариха. Вероятнее всего, именно рабы 24 августа 410 года открыли Саларийские ворота перед Аларихом, хотя легенда называет благочестивую Пробу, которая, желая прекратить голод, приказала открыть ворота и тем самым ускорила победу осаждавших.

#### Разграбление Рима
Грубыми варварами были уничтожены все произведения искусства, однако при этом Аларих пощадил церкви и священную утварь. Бережное отношение к римским церквям говорит о возросших христианских убеждениях вестготов. Сам Аларих сказал, что он воюет с римлянами, а не с апостолами. Отняв у римлян богатства, разрушив и спалив некоторые части города, вестготы ушли на третий день.

#### Последствия взятия города
Падение Рима, всё ещё считавшегося столицей империи и не бывшего в руках захватчиков со времён нападения галлов в IV веке до н. э. (то есть в течение более 800 лет), потрясло современников. Стала отчётливо видна слабость империи и нависшая над ней угроза. В консервативных кругах возрождалось язычество; падение Рима объясняли отступничеством от древних богов. Но вестготам захват измученного города не принёс никаких выгод. Им было нужно зерно. Это предприятие можно объяснить только тем, что Аларих переоценил политический эффект захвата Рима. Гонорий, находившийся в Равенне и чувствовавший себя в полной безопасности, был не более расположен к переговорам, чем до падения столицы. Положения Алариха не улучшило даже то, что в руки готов попала Галла Плацидия, сестра императора.
То, что за походами вестготов вовсе не стоял план уничтожения Римской империи, показывает, прежде всего, политика Алариха, который всегда стремился к переговорам с римскими властями. Так, Аларих провозгласил своего императора, только когда выяснилось, что Гонорий уклоняется от заключения мира. Впрочем, и этот поступок, в сущности, не угрожал самой системе: он явился признанием внутренних устоев Римской империи. Аларих считал, что следует непременно стремиться к установлению договорных отношений хоть с каким-нибудь императором. Он никогда не рассматривал возможности образования собственного, полностью юридически независимого от Рима государства.

### Поход на юг Италии. Смерть Алариха
После захвата Рима войско Алариха, обременённое богатой добычей, двинулось через Кампанию в Южную Италию. Аларих имел дальнейшей целью переправу на остров Сицилия, а оттуда — на северное побережье Африки, так как надеялся найти там много земли, богатой хлебом, для племён, которые он вёл. Но эта затея провалилась из-за бури в Мессинском проливе, потопившей большую часть судов Алариха.
Потеряв значительную часть армии, Аларих повёл свои войска обратно на север, имея, по-видимому, целью поход в Галлию. В этом походе в конце 410 года 40-летний Аларих на 28-м году правления скончался от болезни и был погребён у города Консенции (совр. Козенца) на дне реки Бузент (ныне Бусенто, притока реки Крати, в Калабрии). Чтобы никто не мог узнать места последнего упокоения короля, пленные, которые отводили реку и рыли могилу, были убиты. Поскольку Аларих умер, не оставив после себя подходящих кровных наследников, готским королём стал его шурин Атаульф.

## В литературе
- Похороны Алариха (Платен; Волошин)

Аларих стал персонажем романа Теодора Парницкого «Аэций — последний римлянин» (1937).